# صمام هيدروجين
صمام الهيدروجين (بالإنجليزية: Hydrogen valve) هو نوع خاص من الصمامات المستخدم للهيدروجين عند درجات حرارة منخفضة جداً أو ضغوط عالية في تخزين الهيدروجين أو للمركبات الهيدروجين على سبيل المثال .

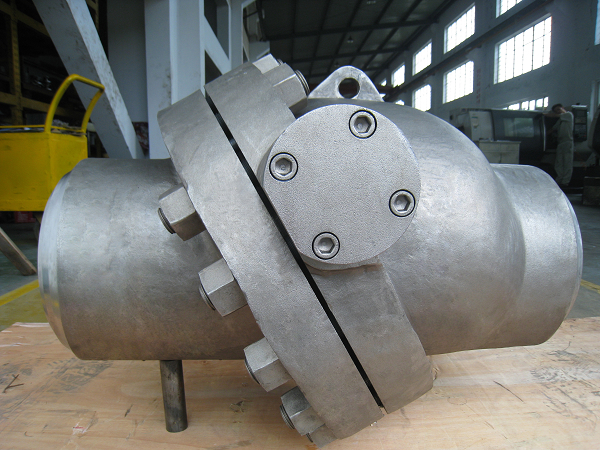
ضبط إمالة قرص صمام إنكونيل لدائرة الهيدروجين

## الأنواع
تصل صمامات الضغط العالي الكروية إلى 6000 رطل لكل بوصة مربعة (413 بار) عند 250 ° فهرنهايت (121 ° م )، ومعاملات تدفق من 4 حتى 13.8 .

## المادة
تستخدم الصمامات في تطبيقات الهيدروجين والأكسجين الصناعية ، مثل العمليات البتروكيماوية ، غالباً ما تكون مصنوعة من سبيكة الإنكونيل.

## وصلات خارجية
- صمام هيدروجين نسخة محفوظة 11 يناير 2008 على موقع واي باك مشين.